# Inhibitor monoaminooxidázy

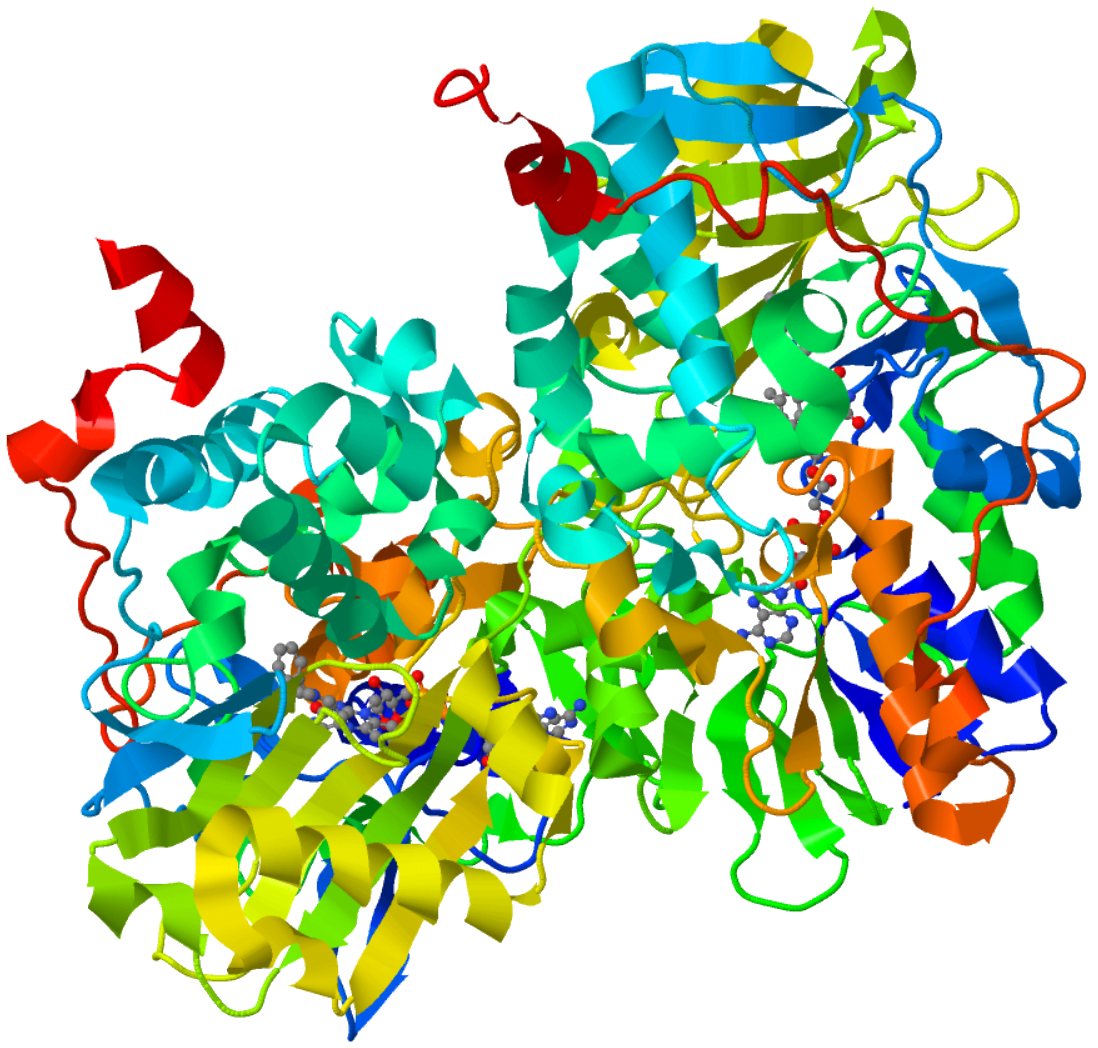
Monoaminoxidáza, enzym inhibovaný těmito léky

Inhibitor monoaminooxidázy (MAOI nebo též IMAO) je skupina léků používaných jako antidepresiva. Samy o sobě obvykle nejsou psychoaktivní, ale výrazně zpomalují metabolismus neurotransmiteru serotoninu a dalších látek, čímž dojde ke zvýšení jejich hladiny v těle.

## Kontraindikace
Inhibitory monoaminoxidázy mohou být nebezpečné nebo způsobovat nežádoucí účinky v kombinaci s mnohými jinými léky, vždy je třeba poradit se s lékařem. Typickým příkladem kontraindikace jsou SSRI. Nebezpečná též může být kombinace s alkoholem a některými dalšími drogami, obzvláště typu MDMA, kde může mít až fatální následky. Též se doporučuje vyvarovat se některých jídel, zejména těch, co obsahují tyramin (sýry, maso, sója a další). Tato dietní opatření se netýkají novějších reverzibilních a selektivních přípravků (RIMA), kam patří moklobemid.

## Výskyt v přírodě
Alkaloidy inhibující monoaminoxidázu se v různých množstvích vyskytují v mnohých rostlinách. Známé rostliny obsahující velké množství jsou Banisteriopsis caapi (Ayahuasca) a Peganum harmala. Menší množství obsahují například routa vonná, mučenka pletní, kotvičník zemní a údajně také káva a tabák.